# Jeremy Tucker
Pour les articles homonymes, voir Tucker.
Jeremy Tucker, né le 11 janvier 1974 à San Antonio (Texas), est un acteur de films pornographiques gays.

## Biographie
Originaire du Texas, il déménage en Californie avec sa famille à l'âge de treize ans. Il commence par faire des photos pour le site internet de Nick Richmond, mais le succès n'est pas au rendez-vous. Après avoir établi quelques rapports dans l'industrie porno gay, Jeremy Tucker passe à la réalisation de films puis à la photographie.
Avant de travailler dans le porno gay, Jeremy Tucker s'est essayé dans d'autres carrières : assurance, vente et même vitrier, mais l'idée du train-train quotidien lui a donné envie de faire carrière dans le porno. Tucker est représenté par son agent David Forest qui, lui a permis de passer à la réalisation et à la photo. Il est aussi danseur : il s'est produit à Manhattan, à Providence, à Indianapolis et à Atlanta.
Grand et beau, Jeremy Tucker a des origines noires et portoricaines. Nommé dans les catégories "interprète gay de l'année" et "meilleur acteur" pour Devil is a Bottom, il a gagné sa première récompense pour la "meilleure scène de groupe" aux GayVN pour Out of Athens (Falcon Studios).

## Filmographie
- 1999 : Steele Ranger
- 1999 : Maneuvers : Agony of Victory
- 2000 : The Pharaoh's Curse
- 2000 : Out of Athens Part 1
- 2000 : Man Daze
- 2000 : Devil is a Bottom
- 2000 : Latin Heat Inn Exile
- 2000 : Lambda Lambda Lambda 3 : Gang Bang Initiation
- 2000 : Echoes
- 2000 : The Djinn
- 2000 : Caesar's Hard Hat Gang Bang
- 2001 : The Size of It (V)
- 2001 : Big Brother's Waching
- 2001 : The Missing Link
- 2002 : Breaking Him In !
- 2003 : The Hole